# Bruno Solo

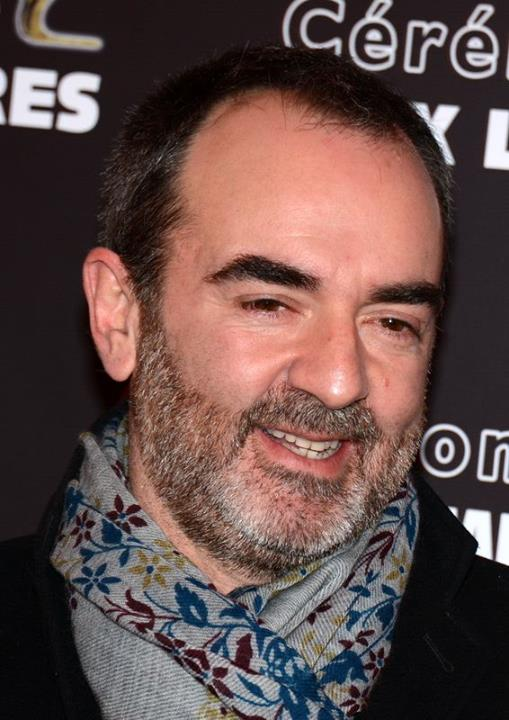
Bruno Solo 2014

Bruno Solo, eigentlich Bruno Lassalle, (* 23. September 1964 in Paris) ist ein französischer Schauspieler und Fernsehmoderator.

## Leben
Lassalle kam nach einer kurzen Zeit am Theater zum Fernsehen, wo er zunächst als Warm-Upper tätig war. Er wurde Moderator bei Canal + und präsentierte an der Seite von Yvan Le Bolloc’h von 1991 bis 1993 die Sendung Top Singles & Titres (Top 50) sowie von 1993 bis 1994 die Sendung Le plein de super. Bereits zu Beginn seiner Zusammenarbeit mit Le Bolloc’h trat er unter dem Künstlernamen Bruno Solo auf. Er wählte den Nachnamen als Hommage an Han Solo aus dem Film Krieg der Sterne, den er im Alter von 13 Jahren zum ersten Mal gesehen hatte. Von 2001 bis 2004 stand er mit Yvan Le Bolloc’h für die von M6 ausgestrahlte Sketchserie Caméra café vor der Kamera, die aus jeweils siebenminütigen Folgen bestand. Als Spin-off der Serie kam 2005 der Film Espace détente in die Kinos, in dem Solo und Le Bolloc’h ihre Serienrollen übernahmen. Im Jahr 2009 folgte mit Le séminaire Caméra Café eine Fortsetzung von Espace détente.
Solo gab 1995 in der Filmkomödie Tom est tout seul von Fabien Onteniente sein Leinwanddebüt. Seinen Durchbruch als Komödiant hatte er 1997 in der Verwechslungskomödie Lügen haben kurze Röcke; Filmfortsetzungen folgten 2001 und 2012. Zudem war Solo unter anderem unter der Regie von Laurent Herbiet in Der Oberst und ich (2006) zu sehen und übernahm in Bruno Podalydès’ Auf der Parkbank eine Nebenrolle.
Solo ist regelmäßiger Gast in Fernsehshows, darunter Sendungen wie On ne peut pas plaire à tout le monde, Tout le monde en parle, On n’est pas couché und Qui veut gagner des millions? (Who Wants to Be a Millionaire?). Gelegentlich tritt Solo als Theaterschauspieler in Erscheinung.
Am Set von Livraison à domicile lernte Solo 2002 die Maskenbildnerin Véronique Clochepin kennen; beide heirateten 2005. Der Ehe entstammt eine Tochter; Clochepin hat zudem einen Sohn aus einer früheren Beziehung.

## Filmografie (Auswahl)
- 1995: Tom est tout seul
- 1997: Les sœurs Soleil
- 1997: Lügen haben kurze Röcke (La vérité si je mens!)
- 1997: Mauvais genre
- 1998: (G)rève party
- 1998: Restons groupés
- 1999: Mille bornes
- 1999: L’homme de ma vie
- 2000: Jet Set
- 2001: La vérité si je mens! 2
- 2003: Rien que du bonheur
- 2003: Zéro un
- 2003: Livraison à domicile
- 2003: Les clefs de bagnole
- 2005: La vie de Michel Muller est plus belle que la vôtre
- 2005: Espace détente
- 2006: Le bénévole
- 2006: Der Oberst und ich (Mon colonel)
- 2007: Pur week-end
- 2007: 13 French Street
- 2008: Lady Blood
- 2009: Le séminaire Caméra Café
- 2009: Auf der Parkbank (Bancs publics (Versailles rive droite))
- 2010: HH, Hitler à Hollywood
- 2010: 600 Kilo pures Gold! (600 kilos d’or pur)
- 2011–2016: Deux flics sur les docks (TV-Serie, zehn Folgen)
- 2011: Au bistro du coin
- 2012: La vérité si je mens! 3
- 2014: Brèves de comptoir
- 2014: Un homme d’État
- 2014: Être
- 2018: Kommissar Caïn (Caïn, Fernsehserie, 1 Folge)